# Baptisia bicolor
Baptisia bicolor är en ärtväxtart som beskrevs av Jesse More Greenman och Larisey. Baptisia bicolor ingår i släktet Baptisia och familjen ärtväxter. Inga underarter finns listade i Catalogue of Life.